# 怨霊侍
『怨霊侍』（おんりょうじ）は、荻野真による日本の漫画。『ビジネスジャンプ』（集英社）において、2004年14号から2005年19号にかけて連載された。全23話。単行本全3巻。陰陽道を背景とし、特殊な武術で戦う死霊退治のエキスパート「怨霊侍」を主人公としたオカルトアクション作品である。

## 概要
前作『おぼこ』の連載中、『ビジネスジャンプ』（以下、BJと略）がバイオレンスやセックスをあつかう作品を中心とする編集方針となったため、その方針にそぐわない『おぼこ』を一旦休載し、新たに連載されたのが本作である。『BJ』の新方針に合わせてパンチラとアクション中心をコンセプトとしており、作中で登場する女性のスタイルは、当時流行し始めたゴスロリの要素が取り入れられている。
『おぼこ』連載中に入院することとなった荻野が、入院中に楽しんでいたテレビゲーム『サイレントヒル』の影響を大きく受けており、主人公の武器であるハンマーは、荻野が同ゲーム中で好んでいたアイテムの鉄パイプに由来する。主人公の持つ特殊な目「双瞳」の設定は、映画『ゼイリブ』において、普段見えないものが見える眼鏡の設定が元となっている。また主人公たちが男女2人1組で技を繰り出すという図式は、荻野が以前描いていた『拳銃神』の終盤における、男女2人1組の殺し屋という図式が前身となっている。
『BJ』では『孔雀王』や『拳銃神』のような派手な展開はご法度とされ、行うなら1話完結の読み切りからと編集部からの指示により、本作も6本の読み切りを経て連載が開始された。それまでの入院中に誤診ながら余命半年との宣告を受けて死の恐怖を味わった荻野は、単純に恐さを求めた作品を目指し、怨霊や呪いといった負の力をテーマとしたが、霊や怨み、祟りなどを扱うと物語が陰気で不気味になりやすく、これを短編にするには読者の涙を誘うほかなく、荻野は物語の構成に苦労することとなった。主人公たちのスタイルを確立させるまでには単行本1冊分、雑誌連載期間にして半年もの期間を要し、さらにその頃には「話の展開を面白くするため、敢えてキャラクターの設定や物語の全体像が曖昧なままで連載を始める」という手法が災いし、物語の破綻が始まっていた。そのため単行本2巻の発行時は、『BJ』の読者がわかりやすく辻褄の合う話を好むと見たこともあり、単行本化でほとんど校正を行わなかった従来作品『孔雀王』『夜叉鴉』に対し、校正作業に倍の手間を要することとなった。
その最中で荻野は、派手な展開を好む自分に対し、読者たちはフィクション性の強い話を嫌うと睨み、読者と自分とが妥協できる展開を考えた結果、主人公の背景と世界観を中心に描こうとしていた当初の構想から、舞台を1箇所に限定し、格闘漫画や学園漫画のイメージに変更した。こうして単行本第2巻以降の展開は、荻野初のオカルト学園格闘漫画となった。そのために主人公が様々な場所で活躍する序盤に対し、第2巻以降の本編では舞台が主人公の通う学校にほぼ限定されており、「大学編」とも呼ばれる。
ようやく物語の方向性が固まったと思われたものの、『BJ』誌上での掲載位置はほとんどが末尾のほうで、常に連載終了の危機を匂わせており、人気投票の結果も期待に反して良い数字を得られず、編集部からは内容の変更を求められることとなった。『BJ』では当時の出版界の不況の打開策として、セックスをあつかう漫画を主とする風潮があったため、本作もセックス中心とするか、それとも本来の構想を維持するかの選択を迫られた挙句、荻野は連載終了を覚悟で後者を選択。結果、不人気作品の連載を軒並み終了させる「ジャンプ方式」と呼ばれる編集方針が引き金となり、連載は打ち切りとなった。それまでにも編集部の指示によって連載を終えた作品はあるものの、荻野自身は本作を「人生初の打ち切り作品」と呼んでいる。また、連載中に荻野の体調の悪化が編集部とのトラブルを引き起こしたこともあり、本作終了後、荻野は『BJ』から離れることになった。
最終巻の後書きにおいて荻野は、いずれ本作の続きを別作品として再開すると語っており、後の連載作品『孔雀王 曲神紀』の後書きにおいて、同作の登場人物である王仁丸六角が、本作の登場人物と同一人物であり、同作の展開こそが本作の再開であることが語られている。

## あらすじ
かつての日本では、国家や貴人のお抱えの陰陽師のもと、彼らの手足となって悪霊と戦う者たちがいた。生きながらにして怨霊と一体化し、より強大な怨霊や悪霊を相手に闇の力で戦う彼らを、人は「怨霊侍」と呼んだ。そして現代、怨霊侍の末裔・黒羽太一が、現世の悪霊たちに立ち向かう。

## 登場人物
黒羽 太一（くろば たいち）
主人公。怨霊侍を養成する学校・国立東京帝都大学夜間部死学科の1年生で、20歳。学業よりも悪霊退治のアルバイトに精を出しており、世間の祈祷師や霊能者をはるかに上回る実績を持つ。「双瞳眼（そうどうがん）」という特殊な目によって、生きながらにして死者と同じ世界を見るなど、死霊に近い力を持つことから、「悪霊侍（あくりょうじ）」の名でも呼ばれる。ハンマーが主武器。
御前 静香（みさき しずか）
もう1人の主人公。黒羽のパートナーを務める女怨霊侍の卵。死学科の1年生、18歳。2本の剣を振るい、黒羽とともに悪霊たちに立ち向かう。
裏神 力也（うらがみ りきや）
死学科1年生。名のある大教団の教祖の跡取り息子だが、留年中。パートナーの姫命子を見限り、静香を新たなパートナーにしようとしている。
土門 姫命子（つちかど ひめこ）
死学科1年生で、裏神のかつてのパートナー。彼には「陰気でブスでトロイ女」といわれるが、家は日本最古の陰陽師一族の直系の裏宗家であり、死鬼神の使役では学年トップの実力を持つ。常に眼鏡をかけており、なぜか絶対に取らない。
王仁丸 八角（おにまる はっかく）
調教した人間の死霊を従順な死鬼神として怨霊侍に売りつける闇の売人。子供の死霊を死鬼神の最良素材とする悪名高い一派・呪禁道の王仁丸一家の末弟。
なお、『孔雀王 曲神紀』では名前が「王仁丸 六角」となっている上に、6巻のあとがきによると6人兄弟の末弟であるとのこと。

## 用語
怨霊侍（おんりょうじ）
強力な悪霊や怨霊と戦うために組織された呪的戦闘集団。発祥は平安時代だが、現代においても怨霊侍の末裔たちが悪霊退治のために活躍している。呪術でも祓えない強い霊に対し、男女一組の怨霊侍が陰と陽の剣技を交互に繰り出して力ずくで消滅させる「太極剣（たいきょくけん）」という強力な武術を使うことができる。
悪霊や怨霊と言った《死に穢れた存在》と戦うために“死の穢れ”その物を武器とする外法使いの側面もある。
死鬼神（しきがみ）
陰陽師が使役したといわれる式神（しきがみ）に対し、怨霊侍が使役する死霊や悪霊。主に自分たちの身近な動物霊を折り紙の人形に憑依させ、敵を襲わせたり、他の死鬼神から身を守るために死鬼神同士を戦わせたりする。しかし死鬼神が敗れた際の苦痛は術者自身に返る上、時には裏切った死鬼神に術者が憑依され、死鬼神の奴隷と化すこともある。人間の霊を死鬼神にすることは危険とされる。
双瞳眼（そうどうがん）
黒羽太一に代表される《死に近い力を持つ者》が持つ特殊な霊眼。通常の霊能者の霊視では見極められない物も見通す事が出来る。
ある程度は分析されているのか、能力を模倣した眼鏡やコンタクトレンズが怨霊侍の装備品となっている。

## 書誌情報
- 荻野真『怨霊侍』集英社〈ヤングジャンプ・コミックスBJ〉、2005年。

1. 2005年3月23日発行（2005年3月18日発売[12]）、ISBN 978-4-08-876773-4
2. 2005年7月23日発行（2005年7月19日発売[12]）、ISBN 978-4-08-876833-5
3. 2005年10月24日発行（2005年10月19日発売[12]）、ISBN 978-4-08-876860-1